# Aylesbury
Aylesbury é a sede do condado de Buckinghamshire na região sudeste da Inglaterra. No censo de 2021, possuía uma população de 87.967 habitantes. A cidade faz parte da região metropolitana de Londres.